# Rosa Dart
Rosa Maria Brasil Dart (Açores, 9 de dezembro de 1975) é empresária e Técnica de Educação Ambiental e política portuguesa, militante do Partido Social Democrata, tendo sido Presidente da Direção da Casa de Infância de Santo António e Vereadora da Câmara Municipal da Horta entre 2009 e 2013. Foi deputada temporária à Assembleia da República entre 23 de outubro de 2015 e 30 de outubro de 2015 (7 dias), pelo círculo dos Açores.